# Vickerbackmätare
Vickerbackmätare (Scotopteryx chenopodiata) är en fjärilsart som beskrevs av Carl von Linné 1758. Vickerbackmätare ingår i släktet backmätare, Scotopteryx, och familjen mätare, Geometridae. Arten är reproducerande i Sverige. En underart finns listad i Catalogue of Life, Scotopteryx chenopodiata siberica Bang-Haas, 1907. 

## Bildgalleri

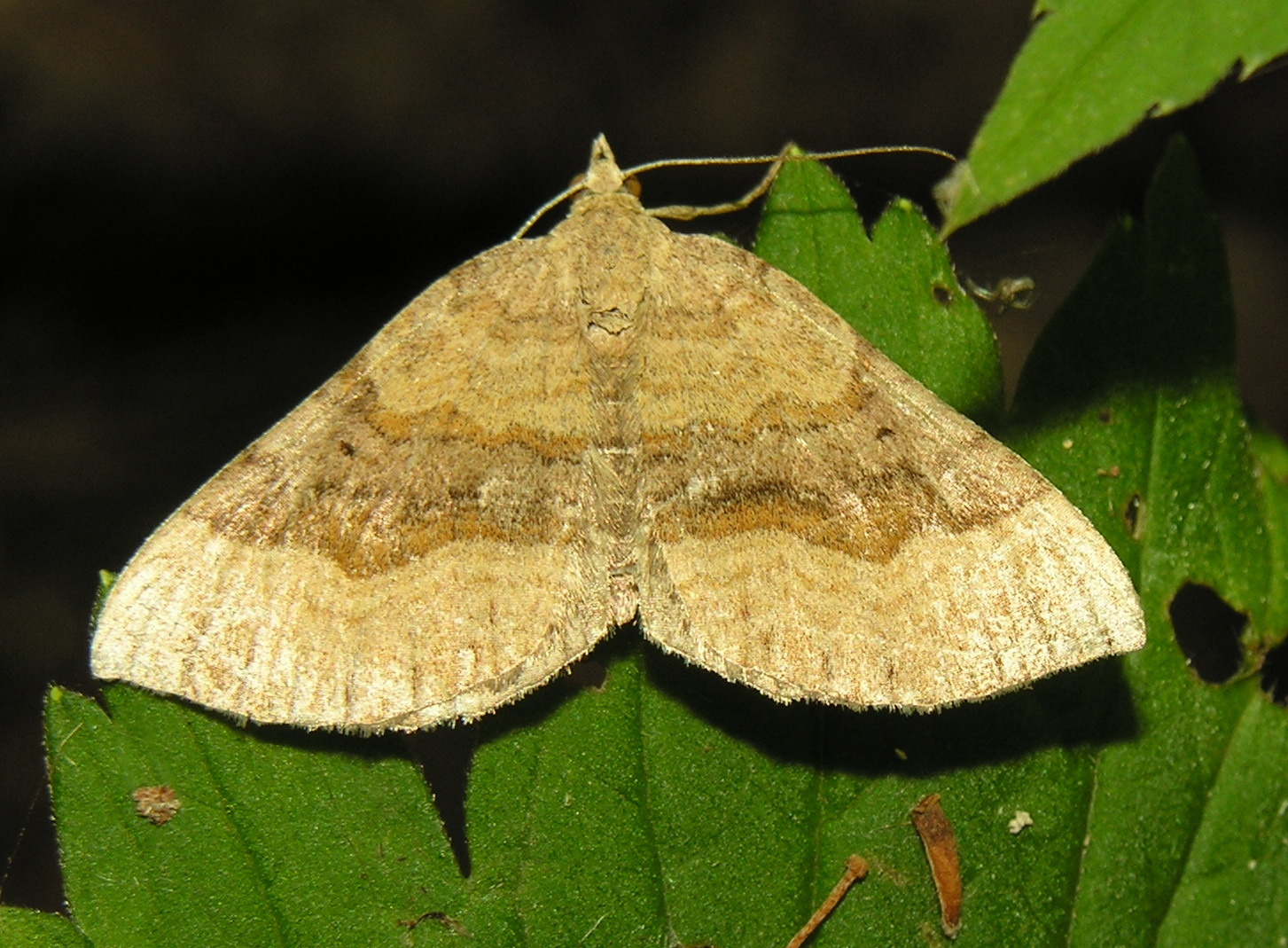
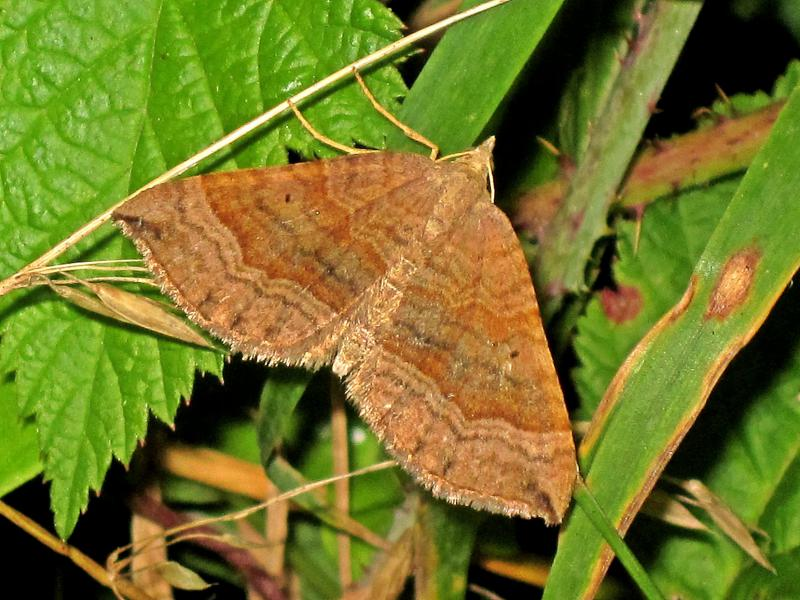
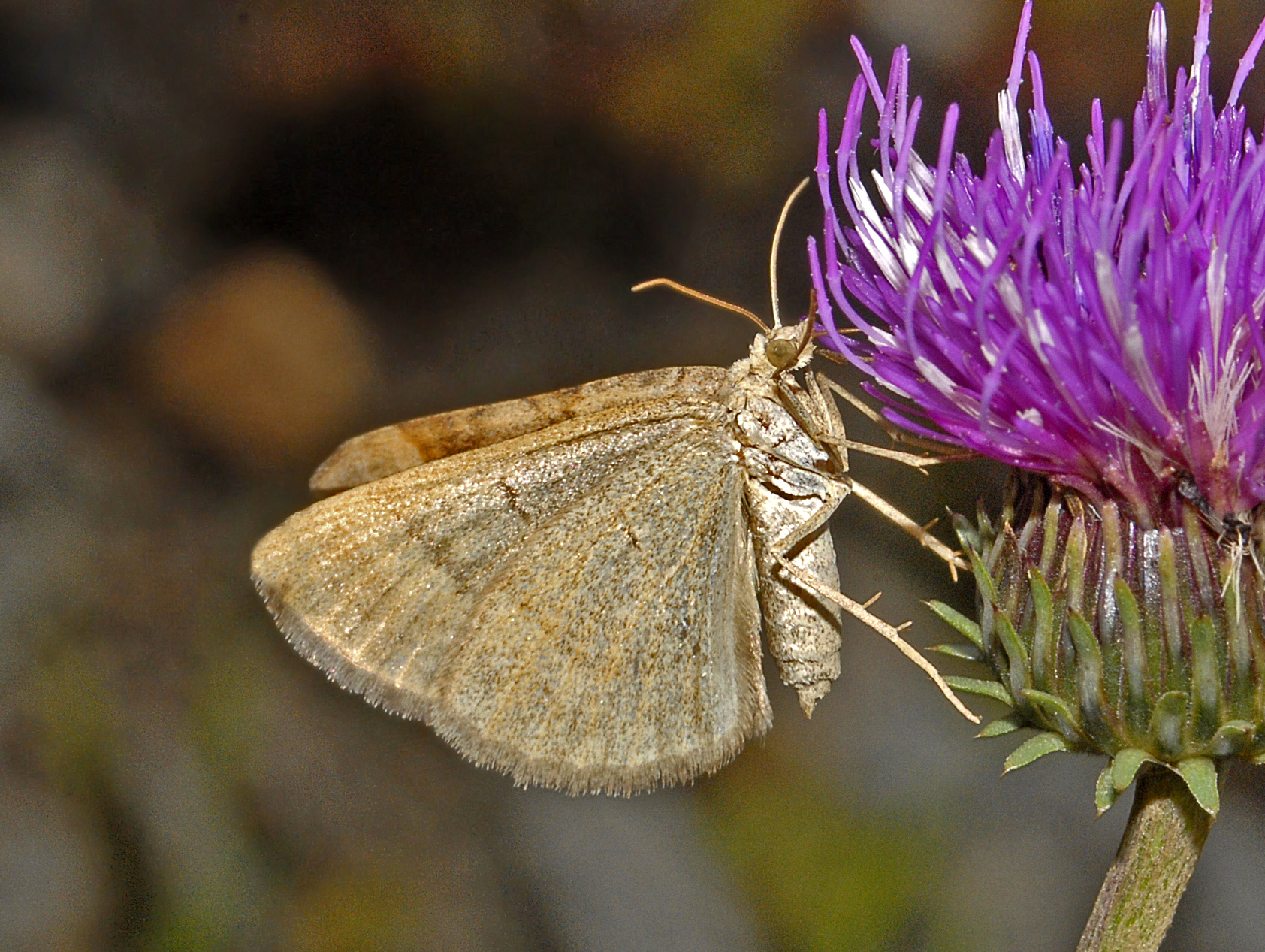